# Le Gué-d’Alleré
Le Gué-d’Alleré település Franciaországban, Charente-Maritime megyében. Lakosainak száma 1040 fő (2022. január 1.). Le Gué-d’Alleré Anais, Benon, Bouhet és Saint-Sauveur-d’Aunis községekkel határos.

## Népesség
A település népességének változása:
| Lakosok száma | 405  | 427  | 440  | 667  | 785  | 883  | 928  | 963  | 968  | 1040 |
|               | 1968 | 1982 | 1990 | 2006 | 2013 | 2015 | 2017 | 2019 | 2020 | 2022 |